# گئورگی کوتویان
گئورگی کوتویان (ارمنی: Գեորգի Կուտոյան؛ ۳۰ سپتامبر ۱۹۸۱ – ۱۷ ژانویهٔ ۲۰۲۰) وکیل اهل ارمنستان که از تاریخ ۲۰۱۶ تا تاریخ ۲۰۱۸ سمت ریاست سرویس امنیت ملی ارمنستان را برعهده داشت.

## زندگی‌نامه
گئورگی کوتایان متولد سال ۱۹۸۱ در شهر ایروان است. او طی سال‌های ۲۰۰۲ تا ۲۰۱۰ در دانشگاه ارمنستانی-روسی تدریس می‌کرد.